# 나카니시촌
나카니시촌(中西村)은 시마네현 미노군에 있던 촌이다. 현재의 마스다시에 해당한다.